# Tadeusz Syczewski
Tadeusz Syczewski (ur. 13 marca 1959 w Bielsku Podlaskim) – polski ksiądz katolicki, doktor habilitowany nauk teologicznych, profesor nadzwyczajny Katolickiego Uniwersytetu Lubelskiego Jana Pawła II, rektor Wyższego Seminarium Duchownego Diecezji Drohiczyńskiej, proboszcz parafii Narodzenia Najświętszej Maryi Panny i św. Mikołaja w Bielsku Podlaskim i dziekan dekanatu bielskiego.  

## Życiorys
Jest synem Pawła i Zofii z domu Odachowskiej. W 1984 ukończył formację kapłańską w Wyższym Seminarium Duchownym w Drohiczynie. Święcenia kapłańskie otrzymał w 1984. W 1985 ukończył studia teologiczne na Wydziale Teologii KUL, zaś w 1989 uzyskał tam stopień doktora nauk teologicznych na podstawie rozprawy pt. Przygotowanie do małżeństwa w świetle zasad liturgii i wskazań Kościoła w Polsce na przykładzie wypowiedzi młodych małżeństw z diecezji w Drohiczynie. Odbył też studia w zakresie liturgiki na Uniwersytecie Świętego Anzelma w Rzymie oraz w zakresie teologii życia wewnętrznego w Akademii Teresianum w Rzymie (1989–1991). W 1991 został wykładowcą WSD w Drohiczynie. W 2003 otrzymał nominację na rektora tego Seminarium. W 2002 na podstawie dorobku naukowego oraz monografii pt. Zwyczaje, obrzędy i wierzenia okresu Adwentu i Bożego Narodzenia w regionie nadbużańskim uzyskał na Wydziale Teologii KUL stopień naukowy doktora habilitowanego nauk teologicznych w zakresie teologii pastoralnej – liturgiki. W 2002 podjął pracę na Wydziale Prawa, Prawa Kanonicznego i Administracji KUL, zaś w 2004 został kierownikiem Katedry Kościelnego Prawa Małżeńskiego i Rodzinnego na tym wydziale. Od 1 sierpnia 2024 pełni urząd proboszcza parafii Narodzenia Najświętszej Maryi Panny i św. Mikołaja w Bielsku Podlaskim i dziekana dekanatu bielskiego. 

## Odznaczenia i wyróżnienia
- Brązowy Krzyż Zasługi (2022)[3][4]
- Brązowy Medal za Długoletnią Służbę (2014)[5]
- Medal Komisji Edukacji Narodowej (2017)[5]
- Medal „W służbie Bogu i Ojczyźnie” (2019)[5]
- Krzyż XXX-lecia Ordynariatu Polowego (2021)[5]
- Medal Drohiczyńskiego Towarzystwa Naukowego (2011)[5]